# Paola Di Marino
Paola Di Marino (Napoli, 4 maggio 1994) è una calciatrice italiana, di ruolo difensore, attualmente svincolata.

## Carriera
Di Marino cresce con la famiglia a Procida, nell'omonima isola del golfo di Napoli appassionandosi al calcio fin da giovanissima, e dopo aver praticato danza per 6 anni, per volere della madre che riteneva il calcio sport non adatto a una bimba, dopo aver iniziato l'attività giocando con i ragazzi nella cittadina di residenza, a 13 anni ottiene un provino con l'allora Napoli Carpisa Yamamay, ottenendo un riscontro positivo ma venendo consigliata dalla dirigenza di tornare dopo un altro anno di attività nella squadra mista di Procida.

### Club

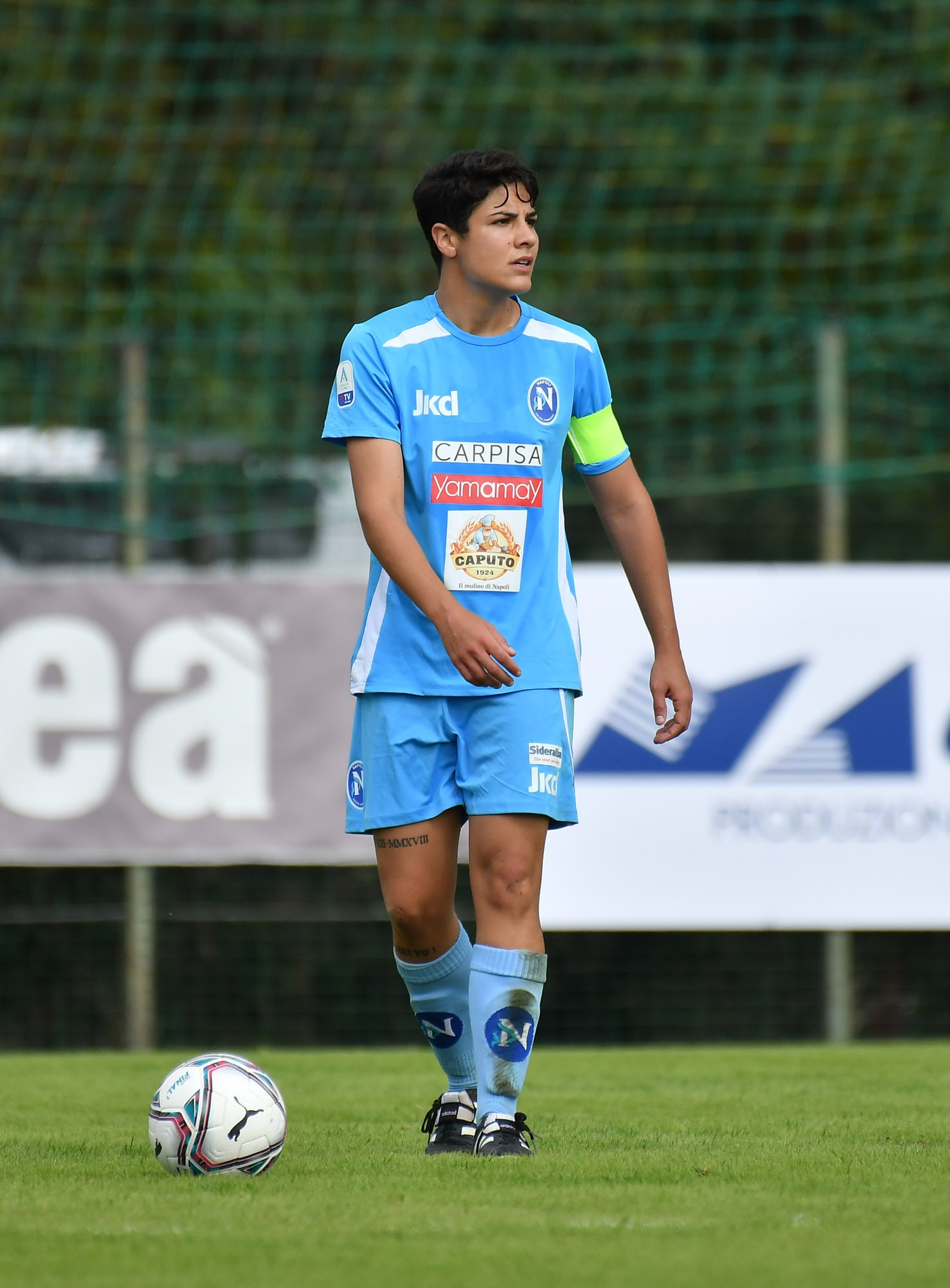
Paola Di Marino in azione con la maglia del nella stagione 2020-2021

Compiuti i 14 anni, età che per regolamento federale obbliga le ragazze a continuare l'attività in una squadra interamente femminile, si tessera con il Napoli, abbinando gli studi isolani agli spostamenti in terraferma, sostenuta dai genitori, giocando con le sue formazioni giovanili per due stagioni fino ad essere aggregata alla prima squadra, iscritta al campionato di Serie A2, dalla stagione 2008-2009. Già dalla sua prima stagione in prima squadra ottiene la fiducia del tecnico Barbara Nardi, poi di Sergio Curcio dalla stagione 2010-2011, dove il 9 ottobre 2010, alla 2ª giornata di campionato, nella sconfitta esterna sigla la sua prima rete in maglia biancazzurra alla Riviera di Romagna, e di Giuseppe "Geppino" Marino che lo sostituisce nella seconda parte, che con quest'ultimo alla guida della squadra dalla seconda parte della stagione 2010-2011, al termine di quella successiva festeggia con le compagne il 1º posto nel girone D e la conseguente promozione in Serie A.
Nelle due stagioni del Napoli in massima serie contribuisce alla migliore prestazione della squadra, chiudendo la stagione 2012-2013 con un lusinghiero 5º posto in campionato, raggiungendo anche le semifinali di Coppa Italia, ma in quella successiva, complice la riforma del campionato che prevede la retrocessione di ben 6 squadre, le partenopee faticano ad uscire dalla parte bassa della classifica e con 6 vittorie, 5 pareggi e 19 sconfitte terminano al 14º posto tornando in cadetteria.
Di Marino rimane legata alla società per altre tre stagioni, giocando in Serie B, ridiventato il secondo livello del campionato italiano femminile di calcio, nel girone D (quello del centro-sud), dove la squadra, pur disputando campionati di alta classifica, ottiene rispettivamente un 4º, un 3º e nuovamente un 4º posto.
Nell'estate 2017, dopo nove stagioni con il Napoli, si trasferisce alla neopromossa Torres, rimanendo in Serie B ma giocando nel girone B. La squadra sassarese però, che continua la tradizione della storica e plurititolata Torres, non riesce a essere sufficientemente competitiva per raggiungere i primi tre posti del girone, gli unici che, per un'ennesima riforma del campionato cadetto che dalla stagione successiva diventa a girone unico, garantiscono la salvezza. Nel gennaio 2018 Di Marino decide di lasciare la società decidendo di far ritorno al Napoli, società che la stagione passata si era fusa al Napoli Dream Team ed era appena retrocessa in Serie C.
Indossando nuovamente la maglia biancazzurra, condivide con le compagne e con il tecnico Geppino Marino il triplo salto di categoria, che la vede fare il suo secondo esordio in Serie A all'inizio della stagione 2020-2021. Lascia il club alla fine dell'annata 2024-2025, dopo 17 anni trascorsi con le partenopee.

### Nazionale
Di Marino inizia a essere convocata dalla Federcalcio italiana nel 2010, chiamata dal tecnico federale Corrado Corradini per vestire la maglia della formazione Under-17 in occasione delle qualificazioni all'edizione 2011 del campionato europeo di categoria. Debutta nel torneo UEFA il 20 settembre 2010, nella vittoria per 4-0 sulle pari età della Bulgaria, andando anche a segno due giorni più tardi con la Lituania, condividendo con le compagne le sorti dell'Italia che, dopo aver passato il turno, non riesce ad essere altrettanto efficace nelle sessione successiva, chiudendo, con due sconfitte e un pareggio, all'ultimo posto nel gruppo 2 e fallendo così l'accesso alla fase finale. Con 5 presenze e una rete nelle due fasi quella è l'unica esperienza di Di Marino con le Azzurrine.

## Statistiche

### Presenze e reti nei club
Aggiornato al 10 novembre 2024.
| Stagione        | Squadra         | Campionato      | Campionato | Campionato | Coppe nazionali | Coppe nazionali | Coppe nazionali | Coppe continentali | Coppe continentali | Coppe continentali | Altre coppe | Altre coppe | Altre coppe | Totale | Totale |
| Stagione        | Squadra         | Comp            | Pres       | Reti       | Comp            | Pres            | Reti            | Comp               | Pres               | Reti               | Comp        | Pres        | Reti        | Pres   | Reti   |
| --------------- | --------------- | --------------- | ---------- | ---------- | --------------- | --------------- | --------------- | ------------------ | ------------------ | ------------------ | ----------- | ----------- | ----------- | ------ | ------ |
| 2008-2009       | Napoli          | A2              | 18         | 0          | CI              | 2               | 0               | -                  | -                  | -                  | -           | -           | -           | 20     | 0      |
| 2009-2010       | Napoli          | A2              | 10         | 0          | CI              | 2               | 0               | -                  | -                  | -                  | -           | -           | -           | 12     | 0      |
| 2010-2011       | Napoli          | A2              | 19         | 1          | CI              | 2               | 0               | -                  | -                  | -                  | -           | -           | -           | 21     | 1      |
| 2011-2012       | Napoli          | A2              | 14         | 0          | CI              | 4               | 0               | -                  | -                  | -                  | -           | -           | -           | 18     | 0      |
| 2012-2013       | Napoli          | A               | 16         | 0          | CI              | 1               | 0               | -                  | -                  | -                  | -           | -           | -           | 17     | 0      |
| 2013-2014       | Napoli          | A               | 23         | 0          | CI              | 0               | 0               | -                  | -                  | -                  | -           | -           | -           | 23     | 0      |
| 2014-2015       | Napoli          | B               | 5          | 0          | CI              | 0               | 0               | -                  | -                  | -                  | -           | -           | -           | 5      | 0      |
| 2015-2016       | Napoli          | B               | 13         | 0          | CI              | 0               | 0               | -                  | -                  | -                  | -           | -           | -           | 13     | 0      |
| 2016-2017       | Napoli          | B               | 14         | 0          | CI              | 0               | 0               | -                  | -                  | -                  | -           | -           | -           | 14     | 0      |
| 2017-2018       | Torres          | B               | 10         | 1          | CI              | 0               | 0               | -                  | -                  | -                  | -           | -           | -           | 10     | 1      |
| 2018-2019       | Napoli          | C               | ?          | ?          | CIC             | ?               | ?               | -                  | -                  | -                  | -           | -           | -           | ?      | ?      |
| 2019-2020       | Napoli          | B               | 10         | 0          | CI              | 0               | 0               | -                  | -                  | -                  | -           | -           | -           | 10     | 0      |
| 2020-2021       | Napoli          | A               | 10         | 1          | CI              | 1               | 0               | -                  | -                  | -                  | -           | -           | -           | 11     | 1      |
| 2021-2022       | Napoli          | A               | 14         | 0          | CI              | 2               | 0               | -                  | -                  | -                  | -           | -           | -           | 16     | 0      |
| 2022-2023       | Napoli          | B               | 24         | 4          | CI              | 2               | 0               | -                  | -                  | -                  | -           | -           | -           | 26     | 4      |
| 2023-2024       | Napoli          | A               | 20+2       | 1+1        | CI              | 2               | 0               | -                  | -                  | -                  | -           | -           | -           | 24     | 2      |
| 2024-2025       | Napoli          | A               | 9          | 0          | CI              | 1               | 0               | -                  | -                  | -                  | -           | -           | -           | 10     | 0      |
| Totale Napoli   | Totale Napoli   | Totale Napoli   | 221+       | 8+         |                 | 17+             | 0               |                    | -                  | -                  |             | -           | -           | 238+   | 8+     |
| Totale carriera | Totale carriera | Totale carriera | 231+       | 9+         |                 | 19+             | 0               |                    | -                  | -                  |             | -           | -           | 250+   | 9+     |

### Cronologia delle presenze e delle reti in Nazionale
| Cronologia completa delle presenze e delle reti in nazionale ― Italia under 17 | Cronologia completa delle presenze e delle reti in nazionale ― Italia under 17 | Cronologia completa delle presenze e delle reti in nazionale ― Italia under 17 | Cronologia completa delle presenze e delle reti in nazionale ― Italia under 17 | Cronologia completa delle presenze e delle reti in nazionale ― Italia under 17 | Cronologia completa delle presenze e delle reti in nazionale ― Italia under 17 | Cronologia completa delle presenze e delle reti in nazionale ― Italia under 17 | Cronologia completa delle presenze e delle reti in nazionale ― Italia under 17 |
| Data                                                                           | Città                                                                          | In casa                                                                        | Risultato                                                                      | Ospiti                                                                         | Competizione                                                                   | Reti                                                                           | Note                                                                           |
| ------------------------------------------------------------------------------ | ------------------------------------------------------------------------------ | ------------------------------------------------------------------------------ | ------------------------------------------------------------------------------ | ------------------------------------------------------------------------------ | ------------------------------------------------------------------------------ | ------------------------------------------------------------------------------ | ------------------------------------------------------------------------------ |
| 20-9-2010                                                                      | Teteven                                                                        | Italia under 17                                                                | 4 – 0                                                                          | Bulgaria under 17                                                              | Qual. Europeo under 17 2011                                                    | -                                                                              |                                                                                |
| 22-9-2010                                                                      | Pravec                                                                         | Italia under 17                                                                | 7 – 0                                                                          | Lituania under 17                                                              | Qual. Europeo under 17 2011                                                    | 1                                                                              |                                                                                |
| 25-9-2010                                                                      | Pravec                                                                         | Islanda under 17                                                               | 5 – 1                                                                          | Italia under 17                                                                | Qual. Europeo under 17 2011                                                    | -                                                                              |                                                                                |
| 9-4-2011                                                                       | Zruč-Senec                                                                     | Rep. Ceca under 17                                                             | 1 – 1                                                                          | Italia under 17                                                                | Qual. Europeo under 17 2011                                                    | -                                                                              | Autogol                                                                        |
| 11-4-2011                                                                      | Rokycany                                                                       | Spagna under 17                                                                | 6 – 1                                                                          | Italia under 17                                                                | Qual. Europeo under 17 2011                                                    | -                                                                              |                                                                                |
| Totale                                                                         |                                                                                | Presenze                                                                       | 5                                                                              |                                                                                | Reti                                                                           | 1                                                                              |                                                                                |

## Palmarès
- Campionato italiano di Serie A2: 1

Napoli: 2011-2012
- Campionato italiano di Serie B: 2

Napoli: 2019-2020, 2022-2023